# Spartaco Landini
Spartaco Landini (Terranuova Bracciolini, Provincia de Arezzo, Italia, 31 de enero de 1944 - Génova, Provincia de Génova, Italia, 16 de abril de 2017) fue un futbolista italiano. Se desempeñaba en la posición de defensa. Era el hermano mayor del exfutbolista Fausto Landini.

## Selección nacional
Fue internacional con la selección de fútbol de Italia en 4 ocasiones. Debutó el 18 de junio de 1966, en un encuentro ante la selección de Austria que finalizó con marcador de 1-0 a favor de los italianos.

### Participaciones en Copas del Mundo
| Mundial                        | Sede       | Resultado    |
| ------------------------------ | ---------- | ------------ |
| Copa Mundial de Fútbol de 1966 | Inglaterra | Primera fase |

## Clubes
| Club                | País   | Año         |
| ------------------- | ------ | ----------- |
| Inter de Milán      | Italia | 1962 - 1970 |
| U. S. Palermo       | Italia | 1970 - 1973 |
| S. S. C. Napoli     | Italia | 1973 - 1976 |
| A. C. Sangiovannese | Italia | 1976 - 1978 |

## Palmarés

### Campeonatos nacionales
| Título  | Club           | País   | Año     |
| ------- | -------------- | ------ | ------- |
| Serie A | Inter de Milán | Italia | 1964-65 |
| Serie A | Inter de Milán | Italia | 1965-66 |

### Copas internacionales
| Título            | Club           | País   | Año     |
| ----------------- | -------------- | ------ | ------- |
| Liga de Campeones | Inter de Milán | Italia | 1964-65 |